# Мілан ван Евейк
Мілан Фабріціо ван Евейк (нід. Milan Fabrizio van Ewijk, нар. 8 вересня 2000, Амстердам, Нідерланди) — нідерландський футболіст суринамського походження, фланговий захисник клубу «Ковентрі Сіті» та молодіжної збірної Нідерландів.

## Ігрова кар'єра

### Клубна
Мілан ван Евейк є вихованцем клубів «Феєнорд» та «Ексельсіор» (Мааслейс). Саме у складі останнього футболіст і дебютував на професійному рівні у турнірі Другого дивізіона Нідерландів. Вже за рік, влітку 2019 року футболіст перейшов до складу «АДО Ден Гаг», з яким зіграв свою першу гру в Ередивізі.
У 2020 році ван Евейк другу половину сезону 2019/20 провів в оренді у «Камбюр». Після оренди він повернувся до «АДО Ден Гаг». А в липні 2021 року ван Евейк підписав контракт з клубом Ередивізі «Геренвен». Усього за два сезони у футболці нового клубу провів 71 гру та відзначився сімома голами в чемпіонаті Нідерландів.
27 липня 2023 року перейшов до клубу Чемпіоншипу «Ковентрі Сіті», підписавши чотирирічну угоду. Сума трансферу становила близько 4 млн євро.

### Збірна
Мілан ван Евейк має суринамське коріння але влітку 2023 року отримав виклик до молодіжної збірної Нідерландів для участі у молодіжному чемпіонаті Європи, де футболіст провів три поєдинки на груповому етапі.